# Біогеографічне районування

Біогеографічні царства в системі Всесвітнього фонду природи
Неарктика
Палеарктика
Афротропіка
Індомалая
Австралазія
Неотропіка
Океанія і Антарктогея

Біогеографічне районування — виділення на Землі природних районів на підставі особливостей і закономірностей поширення живих організмів. Порівняння органічного світу окремих географічних районів дає змогу виділити регіони, де органічний світ відносно однорідний, і відокремити їх від інших, які значно відрізняються за складом фауни і флори. Між закономірностями поширення рослин і тварин існують деякі відмінності, вони зумовлені різними засобами розселення, та різним сприйняттям впливу факторів зовнішнього середовища. Окремі групи рослин або тварин відрізняються часом виникнення, подальшими шляхами еволюції, що також зумовлює характер поширення. Це викликає потребу в окремому зоо- та фітогеографічному районуванні. Але загалом в розселенні рослин і тварин переважають риси подібності та взаємопов'язаності, тому не тільки можливо, але й доцільно проводити узагальнене біогеографічне районування.

## Ієрархія
При біогеографічному районуванні виділяють території певної ієрархічної підпорядкованості, на різних щаблях якої простежується градація спорідненості, на вищих вона менша між окремо взятими елементами системи, на нижчих вона підвищується:
- Царства (на суходолі вони звуться «геями») — найбільші регіони, що виявляють найзначніші відмінності в рослинному і тваринному світі. У кожному царстві виділяють одну біогеографічну область.
- Області.
- Підобласті.
- Провінції.
- Округи.
- Ділянки.

### Царства / області
Для визначення рангу біогеографічної території виявляють ендемічні та характерні таксони рослин і тварин, застосовують статистичний метод біогеографічного районування.
- Австралійське біогеографічне царство (Нотогея).
- Неотропічне біогеографічне царство (Неогея).
- Ефіопське біогеографічне царство.
- Індо-Малайське біогеографічне царство.
- Голарктичне біогеографічне царство (Арктогея).
- Антарктичне біогеографічне царство (Антарктогея)[2].

Інколи Ефіопське та Індо-Малайське царства поєднують в Палеогею.
Україна перебуває в межах Європейсько-Сибірської і Середземноморської (південь Криму) підобластей Голарктичної біогеографічної області.

## Світовий океан
Біогеографічне районування Світового океану базується на різниці поширення тварин і рослин у різних температурних поясах: двох холодних (полярних), двох помірних і єдиному теплому (тропічному). Географічне районування Світового океану залежить головним чином від кліматичних і гідроабіотичних факторів (температура, солоність, течії); з біотичних факторів найбільше значення мають харчові зв'язки та міграції організмів (горизонтальні та вертикальні). При встановленні біогеографічних районів використовують карти ареалів сучасних рослин і тварин, враховуючи також історію формування сучасних флор і фаун океанів. Також важливими є широтні явища занурення поверхневих вод (конвергенція, даунвелінг) та підйом і розтікання глибинних вод (дивергенція, апвелінг) на світовому конвеєрі термохалінної циркуляції морських вод. Найважливіші планетарні конвергенції — межа антрактичних і нотальних вод, межі субтропічних вод з бореальними на півночі та нотальними на півдні. Межі біогеографічних областей умовні. Вони схильні до зміщень і пульсацій під впливом сезонних явищ. У прикордонних (проміжних) зонах двох областей часто на досить великих площах спостерігається змішення характерних фаун двох областей. Наприклад, широка «перехідна» смуга в Тихому океані між бореальною і субтропічною областями.
У товщі вод Світового океану насамперед чітко простежується поділ екотопів на: прибережні райони (літораль), відкриті води (пелагіаль) — поверхневий шар до глибин 150—400 м, глибинні води (абісаль) — глибини від 1000 м. Такий поділ наближений до поділу Світового океану на географічні зони.
Прибережні води Світового океану поділяють на 7 біогеографічних областей:
- Арктична,
- Бореальна (з 3 підобластями),
- Північно-субтропічна,
- Тропічна,
  - Індополінезійська підобласть,
  - Тропічно-Атлантична підобласть,
- Південно-субтропічна,
- Антибореальна,
- Антарктична.

Відкриті води Світового океану поділяють на 7 біогеографічних областей:
- Арктична,
  - Високоширотна арктична підобласть,
  - Низькоширотна арктична підобласть,
- Бореальна (Північна помірна),
- Північно-субтропічна,
- Тропічна,
- Південно-субтропічна,
- Нотальна (Південна помірна, або Австралійська)
- Антарктична,
  - Низькоширотна антарктична підобласть,
  - Високоширотна антарктична підобласть.

Глибинні води Світового океану поділяють на 7 біогеографічних областей:
- Арктична,
- Атлантична,
- Тихоокеанійсько-Північноіндійська,
- Антарктична,
  - Антарктико-Атлантична,
  - Антарктико-Індо-Тихоокеанська.